# Marjorie Larney
Marjorie Lea Larney (* 4. Januar 1937 in Brooklyn) ist eine ehemalige US-amerikanische Speerwerferin, Diskuswerferin und Kugelstoßerin.
Bei den Olympischen Spielen 1952 in Helsinki kam sie im Speerwurf auf den 13. Platz.
1955 wurde sie bei den Panamerikanischen Spielen in Mexiko-Stadt Vierte im Speerwurf und Sechste im Diskuswurf. Bei den Olympischen Spielen 1956 in Melbourne wurde sie Elfte im Speerwurf und schied im Diskuswurf in der Qualifikation aus.
1959 gewann sie bei den Panamerikanischen Spielen in Chicago Silber im Speerwurf und Bronze im Diskuswurf.
Fünfmal wurde sie US-Meisterin im Speerwurf (1952, 1957–1960) und einmal im Diskuswurf (1954). 1957 und 1959 wurde sie US-Hallenmeisterin im Kugelstoßen. 

## Persönliche Bestleistungen
- Kugelstoßen (Halle): 12,07 m, 1959
- Diskuswurf: 42,17 m, 1959
- Speerwurf: 48,51 m, 1958